# Giorno della Memoria
Il Giorno della Memoria è una ricorrenza internazionale, celebrata il 27 gennaio di ogni anno come giornata per commemorare le vittime dell'Olocausto. È stato così designato dalla risoluzione 60/7 dell'Assemblea generale delle Nazioni Unite del 1º novembre 2005 durante la 42ª riunione plenaria. La risoluzione fu preceduta da una sessione speciale tenuta il 24 gennaio 2005 durante la quale l'Assemblea generale delle Nazioni Unite celebrò il sessantesimo anniversario della liberazione dei campi di concentramento nazisti e la fine della Shoah.
Si è stabilito di celebrare il Giorno della Memoria ogni 27 gennaio perché in quella data nel 1945 le truppe dell'Armata Rossa, impegnate nell'operazione Vistola-Oder in direzione della Germania, "liberarono" il campo di concentramento di Auschwitz.

## Storia
Il campo di concentramento di Auschwitz venne liberato Il 27 gennaio 1945 dalle truppe sovietiche della 60ª Armata del "1º Fronte ucraino" del maresciallo Ivan Stepanovič Konev che arrivarono per prime presso la città polacca di Oświęcim (in tedesco Auschwitz), scoprendo il vicino campo di concentramento e liberandone i superstiti. La scoperta del campo e le testimonianze dei sopravvissuti rivelarono compiutamente per la prima volta al mondo l'orrore del genocidio nazista. Secondo alcuni storici, quest'evento storico dovrebbe essere denominato "apertura del campo di Auschwitz" o ancora "scoperta del campo di Auschwitz".
Ad Auschwitz, circa dieci giorni prima, i nazisti si erano rovinosamente ritirati portando con loro, in una marcia della morte, tutti i prigionieri ancora in grado di camminare, molti dei quali morirono durante la marcia stessa. L'apertura dei cancelli del campo fece conoscere non solo molti testimoni della tragedia, ma anche i metodi di tortura e annientamento utilizzati in quel lager nazista.
Benché i sovietici avessero già liberato, circa sei mesi prima, il campo di concentramento di Majdanek e conquistato, nell'estate del 1944, anche le zone in cui si trovavano i campi di sterminio di Belzec, Sobibor e Treblinka precedentemente smantellati dai nazisti (1943), fu stabilito che la celebrazione del giorno della Memoria coincidesse con la data di liberazione di Auschwitz.
La data del 27 gennaio in ricordo dell'Olocausto, il genocidio nazista che portò allo sterminio del popolo ebraico e di altre minoranze, è indicata quale data ufficiale agli Stati membri dell'ONU, in seguito alla risoluzione 60/7 del 1º novembre 2005.

## Il Giorno della Memoria in Italia
L'Italia ha formalmente istituito la giornata commemorativa, nello stesso giorno, alcuni anni prima della corrispondente risoluzione delle Nazioni Unite: essa ricorda le vittime dell'Olocausto, delle leggi razziali fasciste e coloro che hanno messo a rischio la propria vita per proteggere i perseguitati ebrei, nonché tutti i deportati militari e politici italiani nella Germania nazista.
Prima di arrivare a definire il disegno di legge, si era a lungo discusso su quale dovesse essere considerata la data simbolica di riferimento: si trattava di decidere su quali eventi fondare la riflessione pubblica sulla memoria. Erano emerse in particolare due opzioni alternative. Il deputato Furio Colombo aveva proposto il 16 ottobre, data del rastrellamento del ghetto di Roma (il 16 ottobre 1943 oltre mille cittadini italiani di religione ebraica furono catturati e deportati dall'Italia ad Auschwitz): questa ricorrenza avrebbe permesso di focalizzare l'attenzione sulle deportazioni razziali e di sottolineare le responsabilità anche italiane nello sterminio. Dall'altra parte vi era chi sosteneva (in particolare l'Associazione nazionale ex deportati nei campi nazisti) che la data prescelta dovesse essere il 5 maggio, anniversario della liberazione di Mauthausen, per sottolineare la centralità della storia dell'antifascismo e delle deportazioni politiche in Italia. Infine, anche in ragione della portata evocativa che Auschwitz – oramai simbolo universale della tragedia ebraica durante la seconda guerra mondiale – da anni rappresenta per tutta l'Europa, si è optato per adottare il giorno della sua liberazione, avvenuta il 27 gennaio.
Gli articoli 1 e 2 della legge 20 luglio 2000 n. 211 definiscono così le finalità e le celebrazioni del Giorno della Memoria:

### Celebrazioni a livello locale
- Il giorno 22 febbraio 2006 a Ferrara si è tenuta una conferenza incentrata sul tema della persecuzione degli ebrei ferraresi a partire dal 1938. In tale occasione è stato ricordata la figura di Renzo Ravenna, già podestà della città e dimissionario dal marzo di quell'anno e di molte altre personalità che sino poco prima avevano ricoperto cariche pubbliche e poi si erano dimesse volontariamente o erano state espulse, come Gino Minerbi, Felice Bassani, Guido Tedeschi, Emilio Teglio e numerosi altri.[12]
- Nel 2010 a Napoli l'Università degli Studi di Napoli "L'Orientale" e il Centro di Studi Ebraici hanno organizzato una serie di giornate di studio sulle leggi razziali presso l'Archivio di Stato di Napoli con il patrocinio del Ministero per i beni e le attività culturali.[13]
- A Roma nel 2017, come da tradizione, il comune ha presentato una serie di iniziative per ricordare la giornata. Le persecuzioni contro la comunità ebraica toccarono pesantemente la capitale, in particolare con il rastrellamento del ghetto di Roma. Alla cerimonia erano presenti il sindaco Virginia Raggi e la presidente della comunità ebraica Ruth Dureghello.[14]
- Il comune di Bologna, nel 2018, ha organizzato una serie di eventi e manifestazioni per ricordare l'evento.[15]
- Milano tradizionalmente ricorda le vittime dell'Olocausto e delle vicende legate al binario 21. Nelle celebrazioni del 2019 c'è stata la deposizione di una pietra d'inciampo per Luigi Vacchini.[16]

## I Giusti tra le nazioni
Fino al 1º gennaio 2022 l'Ente nazionale per la Memoria della Shoah Yad Vashem di Gerusalemme riconosceva nel mondo, 28.217 persone come Giusti tra le nazioni, cioè non ebrei che durante l'Olocausto si sono impegnati, a rischio della vita e senza nessun interesse economico, a soccorrere gli ebrei perseguitati, fra cui 766 italiani.
Esiste anche una Giornata europea dei Giusti che, sull'esempio del riconoscimento dato da Yad Vashem alle persone che salvarono gli ebrei durante la Shoah, ricorda le figure esemplari che si sono battute e si battono contro tutte le persecuzioni e in difesa dei diritti umani. Il 10 maggio 2012 il Parlamento europeo ha istituito, su proposta di Gariwo la foresta dei Giusti, la Giornata europea dei Giusti per il 6 marzo, anniversario della morte di Moshe Bejski, che per 25 anni è stato presidente della Commissione dei Giusti di Yad Vashem.